# Meklizyna
Meklizyna, meklozyna – organiczny związek chemiczny z grupy pochodnych piperazyny, stosowany jako lek przeciwhistaminowy w leczeniu choroby lokomocyjnej i zawrotów głowy. W niektórych krajach meklizyna jest dostępna bez recepty (OTC), w Australii oraz w Polsce nie jest w ogóle dostępna. Efekty jej działania pojawiają się po godzinie i trwają około jednej doby. Do jej najczęstszych efektów ubocznych zalicza się ospałość, a także suchość w ustach.
Meklizyna została opatentowana w 1951 roku. Dwa lata później weszła do użytku medycznego. W 2019 roku była 161. najczęściej przepisywanym lekarstwem w Stanach Zjednoczonych (ponad 3,8 miliona razy).

## Otrzymywanie
Związek ten można otrzymać poprzez halogenowanie (4-chlorofenylo)-fenylometanolu chlorkiem tionylu przed dodaniem acetylopiperazyny. Następnie dochodzi do odłączenia grupy acetylowej przy użyciu rozcieńczonego kwasu siarkowego. Ostatnią reakcją w tej syntezie jest N-alkilowanie pierścienia piperazynowego chlorkiem 3-metylobenzylu:
Alternatywnie, ostatni etap powyższej syntezy może zostać zastąpiony przez N-alkilowanie aldehydu 3-metylobenzoesowego. Czynnikiem redukującym w tej reakcji jest wodór, natomiast katalizatorem – nikiel Raneya: